# Communauté de communes les Coteaux du Razès
La Communauté de communes les Coteaux du Razès était une communauté de communes française, située dans le département de l'Aude et la région Languedoc-Roussillon.
Elle a fusionné avec la Communauté de communes du Limouxin et du Saint-Hilairois et le Razès-Malepère pour constituer la nouvelle Communauté de communes du Limouxin.

## Composition
Elle regroupait 10 communes du département de l'Aude :
| Commune                                | Population |
| -------------------------------------- | ---------- |
| Belvèze-du-Razès                       | 809        |
| Alaigne                                | 342        |
| Bellegarde-du-Razès                    | 213        |
| Escueillens-et-Saint-Just-de-Bélengard | 179        |
| Hounoux                                | 132        |
| Montgradail                            | 62         |
| Pomy                                   | 50         |
| Seignalens                             | 33         |
| Monthaut                               | 46         |
| Lignairolles                           | 37         |
| Total                                  | 1 903      |